# Wumpscut
Wumpscut (značeno i jako :wumpscut:, :w: nebo :\\//\\//:) je německý electro-industriální hudební projekt založený v roce 1991 diskžokejem Rudolfem „Rudy“ Ratzingerem (* 1966). Inspirací mu byl dánský projekt Leæther Strip.
Nahrávky :wumpscut: vychází často s četnými bonusy, např. remixy skladeb jiných umělců nebo dokonce svých vlastních, vychází limitované edice alb v atypickém balení (např. s energy drinky, plakáty, samolepkami, vlaječkami atp.).

## Diskografie

### Studiová alba
- 1991: Defcon (MC kazeta)[1]
- 1991: Small Chambermusicians (MC kazeta)[2]
- 1993: Music For A Slaughtering Tribe
- 1995: Bunkertor 7
- 1997: Embryodead
- 1999: Boeses Junges Fleisch
- 2001: Wreath Of Barbs
- 2004: Bone Peeler
- 2005: Evoke
- 2006: Cannibal Anthem
- 2007: Body Census
- 2008: Schädling
- 2009: Fuckit
- 2010: Siamese
- 2011: Schrekk & Grauss
- 2012: Women And Satan First
- 2013: Madman Szpital
- 2014: Bulwark Bazooka

### Kompilační alba
- 1996: The Mesner Tracks
- 1997: Born Again
- 1997: Dried Blood Of Gomorrha
- 1997: Music For A German Tribe
- 2000: Blutkind
- 2003: Preferential Tribe
- 2008: Dwarf Craving